# Шибляк
Шибляк (на сърбохърватски: шибљак) е растителна средиземноморска формация, представена от сухолюбиви и топлолюбиви листопадни храсти и ниски дървета. Този тип растителност възниква през неогена в Древното Средиземноморие. Съвременният шибляк се е образувал предимно на мястото на унищожените от човека сухоустойчиви гори и храсти в предпланинските и нископланинските части на Балканския полуостров, южното крайбрежие на Кримския полуостров, черноморското крайбрежие на Кавказ, Дагестан и Закавказието. У нас този тип растителност е много характерна за множество райони в Южна България. Флористичният състав на шибляка е много разнообразен, но преобладават: космат и зимен дъб, обикновена драка (чалия), келяв габър, глог, обикновена шипка, хвойна и др. В по-топлите райони тези видове са примесени с вечнозелени растения.

## Вижте още
- макия (маквис)
- гарига
- фригана